# El táltaro
El Táltaro es el primer álbum como solista de Polaco lanzado en el 2007. Este es el primer trabajo musical como solista de Polaco, después de su separación con Lito MC Cassidy en el 2005; el mismo año en que se desvincularon de la compañía Pina Records por problemas, después de esto cada uno comenzó su carrera musical como solista, pero se tiene previsto una unión del dúo muy pronto.

## Producción
Esta producción fue publicada bajo su propio sello discográfico Táltaro Records que fue fundado por el mismo Polaco y contó con la ayuda de los productores DJ Bad Girl, DJ Xava, Eliel, DJ Joe, DJ Fat, Santana "The Golden Boy", Urba & Monserrate, Nely "El Arma Secreta" y Nesty, que fueron los que hicieron las mezclas, los arreglos y los ritmos. El álbum fue grabado entre el año 2006 y 2007.
El álbum cuenta con 17 canciones de género reguetón y rap, el cual incluye éxitos, temas nuevos y tiraeras, los temas de tiraera van dirigidos para el artista Arcángel, con el que Polaco viene tirándose hace rato y hasta tuvieron un altercado, ya que en un concierto de Arcángel donde el invita a Polaco, este se aparece, se sube al escenario y se hacen tiraeras freestyle entre ellos, el público estaba conmovido por tal espectáculo, pero en una de esas tuvieron una discusión que casi termina en los golpes, pero lograron separarlos.

## Colaboraciones
Contó con la colaboración de los artistas MC Ceja, Nicky Jam, Wise Da' Gangsta, Felino, Lápiz Consciente y los cantantes colombianos Jhonier & Sammy, en canciones que forman parte de los temas nuevos de Polaco.

## Lista de canciones
| No. | Canción                                                                    | Artista(s)                                     |
| --- | -------------------------------------------------------------------------- | ---------------------------------------------- |
| 1.  | El Táltaro                                                                 | Polaco feat. MC Ceja                           |
| 2.  | R.I.P Arcángel (Tiraera a: Arcángel)                                       | Polaco                                         |
| 3.  | La Demoledora                                                              | Polaco                                         |
| 4.  | Soñando                                                                    | Polaco feat. Freeway                           |
| 5.  | Yo Ando Solo                                                               | Polaco feat. Ken-Y                             |
| 6.  | Esto Es Guillaera                                                          | Polaco                                         |
| 7.  | La Desordená                                                               | Polaco                                         |
| 8.  | Calor latino                                                               | Lito & Polaco feat. Nicky Jam, Jhonier & Sammy |
| 9.  | Fuetazo                                                                    | Polaco                                         |
| 10. | Te Vas                                                                     | Polaco feat. Wise Da' Gangsta, Felino          |
| 11. | Andamos Prestao                                                            | Polaco                                         |
| 12. | Na Que Buscar Con Mi Lámpara (Tiraera a: Vico C, Tego Calderón, Eddie Dee) | Polaco                                         |
| 13. | Presión                                                                    | Polaco                                         |
| 14. | Con Rabia                                                                  | Polaco                                         |
| 15. | Matanza A Arcángel (Tiraera a: Arcángel)                                   | Polaco feat. Lápiz Consciente                  |